# 殺死這個愛爾蘭人
《殺死這個愛爾蘭人》（英語：Kill the Irishman）是一部2011年美國傳記犯罪片，由強納森·漢斯林執導並與傑瑞米·華特斯（Jeremy Walters）共同編寫劇本，主演包括雷·史蒂文森、文森·唐諾佛利歐、方·基墨和克里斯多夫·華肯。電影改編自瑞克·波雷洛（Rick Porrello）所著的《殺死這個愛爾蘭人：重創黑手黨的戰爭》（To Kill the Irishman: The War That Crippled the Mafia），講述愛爾蘭裔美國黑幫丹尼·格林（史蒂文森飾演）的生平；格林起初在克里夫蘭碼頭擔任碼頭工人，直到1961年被選為工會的臨時主席主席。1964年，他因挪用工會資金而被定罪。被釋放後，格林開始在克里夫蘭的黑社會中崛起，並為了爭奪這座城市的權力而向市內黑手黨開戰。
電影經歷了長達十多年的開發地獄，直到2009年才得以正式展開前期製作，七週內於密西根州底特律及周邊地區完成主要拍攝。由於預算不高，電影的製作步調相當緊迫。原著作者波雷洛也少量地參與劇本寫作。
《殺死這個愛爾蘭人》2011年3月11日在美國有限上映。影評間對電影的評價褒貶不一，漢斯林的導演技巧和劇本受到批評，有影評特別提及本片與馬丁·史柯西斯電影《四海好傢伙》（1990年）的相似。《殺死這個愛爾蘭人》的總票房僅118萬美元，對比1200萬美元的預算可謂失敗。

## 劇情
1960年，丹尼·格林和他兒時的朋友比利·麥康伯及奧特·史帕傑是克里夫蘭碼頭的工人。工人們被腐敗的工會老闆傑瑞·默克剝削，國際碼頭工人協會的領導層敦促格林與他競爭。為了幫助史帕傑解決積欠克里夫蘭犯罪家族的賭債，格林將從碼頭偷來的貨物交給對方成員約翰·納迪的人，並要求史帕傑不再賭博。默克發現並要求從格林的利潤中分一杯羹，然後派出一名打手想殺他滅口。但格林擊敗了那名打手，再將默克趕出工會，自己當選工會主席。在繼續與納迪打交道的同時，他改善了碼頭的工作條件。
格林的腐敗行徑被《誠懇家日報》曝光，與格林一起在科林伍德長大的克里夫蘭警探喬·曼迪茲基逮捕了他。破產並面臨牢獄之災的格林懇求減輕指控，這使他成為聯邦調查局的線人並被終身禁止進入任何工會。被釋放的格林將他不開心的妻子瓊和女兒們搬回科林伍德。納迪讓他成為匈牙利猶太高利貸商人尚多·伯恩斯的討債人，後來幫助他與黑手黨頭目傑克·理卡沃利合作：格林將迫使該市的垃圾工人加入理卡沃利掌控的工會。格林、麥康伯、史帕傑和前地獄天使成員凱斯·里森開始對垃圾工人們展開恐嚇。但格林的朋友麥克·弗拉多拒絕加入，且因後者育有十個小孩而無法對其下手。在理卡沃利的施壓下，納迪勸格林必須得做。
當格林準備使用汽車炸彈謀殺弗拉多時，他從聯邦調查局得知史帕傑又開始賭博，並成為曼迪茲基的線人。那天晚上，格林讓史帕傑將炸彈放在弗拉多的車底時，格林按下雷管，炸死了史帕傑。憤怒的弗拉多後來在公園裡向格林開槍。格林還擊，殺死了對方，並因謀殺罪被捕；但在弗拉多的司機告訴曼迪茲基說格林只是出自自衛後，格林被釋放。但同時，長期忍受這種生活的瓊離開了格林。
格林為年長的愛爾蘭鄰居葛蕾絲·歐基夫償還了她三個月的房租，對方感激地把她父親的金凱爾特十字架給他戴上作為保護。格林開始利用他的金錢和人脈幫助其他需要幫助的愛爾蘭裔美國人，並贏得了「科林伍德羅賓漢」（The Robin Hood of Collinwood）的綽號。格林想開一家自己的餐廳，請求伯恩斯幫忙，後者幫他從甘比諾那貸了七萬美元，但負責跑腿的小弟卻私自拿來買古柯鹼而遭逮捕並送往瑞克斯島。伯恩斯和格林為責任爭論起來；當格林拒絕償還時，伯恩斯僱了一名殺手暗殺他。格林勉強逃脫，後來用汽車炸彈殺死了伯恩斯。
黑手黨老大約翰·T·斯卡利什去世後，納迪和理卡沃利都被考慮繼任。與五大家族關係更密切的理卡沃利決定向收取30%的「街頭稅」，以便在克里夫蘭開拓生意。格林拒絕付錢，並在嘲諷對方後宣誓要「自立門戶」。理卡沃利生氣地炸毀了房子，但格林和他新交的女友艾莉倖存了下來。理卡沃利然後還試圖接管納迪的事業並拉攏其手下，但納迪反而與格林聯手，發誓要一起稱霸克里夫蘭的納迪與格林陸續謀殺理卡沃利的同夥。1976年夏天發生了36起汽車爆炸事件，引起了全國的關注並讓理卡沃利蒙羞。在多次殺死格林失敗後，理卡沃利被迫謙虛地請求吉諾維斯老闆安東尼·薩雷諾幫忙殺死納迪與格林。
從聯邦調查局得知此事後，格林聲稱他想離開克里夫蘭並在需要200萬美元來在德克薩斯州買一座牧場。格林和納迪想打量敵人，前往紐約並邀請薩雷諾投資牧場。他們離開後，薩雷諾下令僱傭殺手雷·費里托殺死他們。納迪在一場汽車爆炸中喪生，里森在家門口被槍殺，而麥康伯則在克里夫蘭碼頭被炸死。曼迪茲基警探讓格林知道，一名殺手正在追捕他。1977年10月6日，殺手透過艾莉的公寓電話得知格林預約了牙醫。
在他會面牙醫的期間，格林從停車場上方的一扇窗戶注意到一輛汽車停在他車子的旁邊。回到車上並檢查前輪胎後，格林被一小群騎自行車的小男孩攔住，他們與格林聊天。為了表達敬佩，格林將自己的十字項鍊送給當中一名男孩。當發現費里托開車經過時，格林接受了他即將死去的事實。費里托在格林旁邊的汽車上引爆了一枚炸彈，立即殺死了格林。格林死後，遭解約的費里托向聯邦調查局自首，讓聯邦調查局得以將包含理卡沃利在內的克里夫蘭黑手黨全數逮捕，最終導致全美的義大利黑手黨全數失勢。

## 演員
- 雷·史蒂文森飾演丹尼·格林[5]
- 文森·唐諾佛利歐飾演約翰·納迪（英语：John Nardi）[6]
- 方·基墨飾演喬·曼迪茲基（Joe Maditsky）[5]
- 克里斯多夫·華肯飾演艾力·「尚多」·伯恩斯（英语：Shondor Birns）[5]
- 琳達·卡德琳妮飾演瓊·馬迪根（Joan Madigan）[6]
- 東尼·戴洛（英语：Tony Darrow）飾演米基·門達洛（Mikey Mendarolo）[7]
- 勞勃·戴維飾演雷·費里托（英语：Ray Ferritto）[7]
- 菲奧娜拉·弗拉納根飾演葛蕾絲·歐基夫（Grace O'Keefe）[6]
- 巴布·岡頓（英语：Bob Gunton）飾演傑瑞·默克（Jerry Merke）[6]
- 傑森·巴特勒·哈納（英语：Jason Butler Harner）飾演奧特·史帕傑（Art Sneperger）[7]
- 維尼·瓊斯飾演凱斯·里森（Keith Ritson）[6]
- 東尼·羅·畢昂可（英语：Tony Lo Bianco）飾演傑克·理卡沃利（英语：James T. Licavoli）[7]
- 蘿拉·琳賽飾演艾莉·歐哈拉（Ellie O'Hara）[6]
- 史提夫·許瑞帕飾演麥克·弗拉多（Mike Frato）[6]
- 保羅·索維諾飾演安東尼·薩雷諾[6]
- 麥克·史塔爾（英语：Mike Starr (actor)）飾演李歐·「李皮斯」·莫切里（Leo "Lips" Moceri）[8]
- 馬克斯·湯瑪斯（英语：Marcus Thomas (actor)）飾演比利·麥康伯（Billy McComber）[9]
- 溫尼·維拉（英语：Vinny Vella）飾演法蘭克·布蘭卡托（Frank Brancato）[8]

## 製作

### 發展
《殺死這個愛爾蘭人》從1997年起就一直處於開發階段。渴望成為電影製片人的湯米·李德（Tommy Reid）是黑手黨電影（包括《教父》和《四海好傢伙》）的粉絲，且擁有愛爾蘭和義大利血統的他想製作一部以這兩個民族為題材的電影。李德最先從俄亥俄州的室友那聽說了黑幫人士丹尼·格林，並認為紐約市、芝加哥和波士頓是「黑手黨犯罪的三大聖地」。關於格林生平的文獻並不多，但在聽聞俄亥俄州警察瑞克·波雷洛（Rick Porrello）即將出版一本關於格林的書——《殺死這個愛爾蘭人：重創黑手黨的戰爭》（To Kill the Irishman: The War That Crippled the Mafia）後，李德決定拍一部該人物的電影，並飛往俄亥俄州拜訪波雷洛。波雷洛表示他的祖父是禁酒時期克里夫蘭的一名黑手黨高層人物。這場會談相當順利，於1998年3月17日簽署了該書的電影版權合約，由鄧迪娛樂（Dundee Entertainment）製作電影。當時電影名為《愛爾蘭人》（The Irishman）。
然而《殺死這個愛爾蘭人》的製作歷程坎坷。李德經常讓委託交易失敗，且發現他的劇本封面上列出了另一位編劇和製片人的名字；根據李德的說法，這在好萊塢很常見。李德聲稱已經花了超過100萬美元來確保這部電影的製作。在電影製作陷入困境期間，李德決定製作一部關於格林生平的紀錄片，名為《丹尼·格林：愛爾蘭人的興衰》（Danny Greene: the Rise and Fall of the Irishman）。李德開始專注於俄亥俄州北部的犯罪生態和格林的生活，且他認為製作這部紀錄片，至少在自己死前夠格說出「我盡力了」。然而在2009年拍完17個小時的紀錄片後，李德被告知《殺死這個愛爾蘭人》的製作已獲批准。他與製片公司代碼娛樂（Code Entertainment）合作，並找來認為「可靠」的導演強納森·漢斯林來執導。

### 劇本和背景研究
在製作《殺死這個愛爾蘭人》之前，李德和編劇傑瑞米·華特斯（Jeremy Walters）研究了格林的生活和克里夫蘭的組織犯罪。李德拜訪曾照顧年幼格林的芭芭拉·埃皮奇修女（Sister Barbara Eppich），對方講述了格林是如何被遺棄並由他的祖父撫養長大。格林的祖父晚上工作，他只能在街上遊蕩，且經常髒兮兮地去學校，芭芭拉修女得給他洗澡。她還表示格林會常常睡覺，但他是個「超乎常人的運動員」。
李德與包括聯邦調查局在內的一些執法機構交談。聯邦調查局想確保李德沒有美化黑手黨，他也無意美化犯罪：「電影結尾的總結代表犯罪沒好報」。針對類似的話題，漢斯林表示：「電影（沒有暗指格林）是名英雄」，而為電影帶來一個平衡的視角。
雖然劇本改編自波雷洛的著作，但他僅「極少量的參與」劇本寫作。漢斯林在製作期間定期與波雷洛聯繫，且「出於對他們的尊重和敏感」，同意不用上任何在世人物的真實姓名。此外，波雷洛對片中的一個橋段有不同的想法：兩名警察遭到謀殺。波雷洛對此感到不舒服，但漢斯林堅持這麼做。波雷洛對他說：「如果你要殺警察，」就代表「要改變故事的基調」。儘管如此，該橋段仍在最終剪輯中被保留。

### 選角

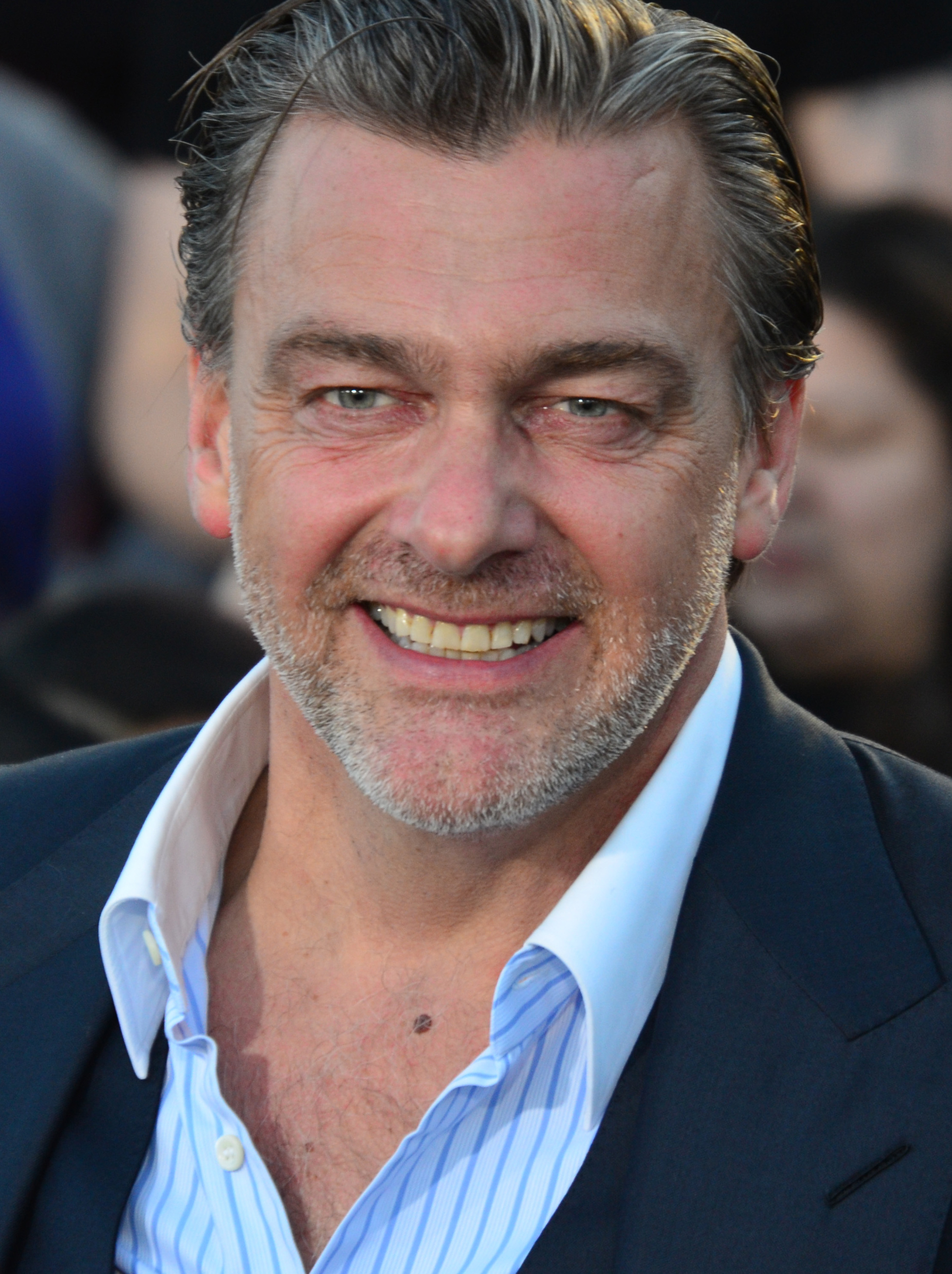
雷·史蒂文森被導演選為丹尼·格林飾演者

早在2001年，泰拉·蕾和保羅·索維諾分別被選來飾演格林的情人凱蘭·瑟斯（Kaylan Circe）和黑手黨老大傑克·理卡沃利（該角之後改由東尼·羅·畢昂可飾演）。2009年5月，雷·史蒂文森、克里斯多夫·華肯與方·基墨簽約演出，文森·唐諾佛利歐等剩餘演員也於同月中加入演出陣容，索維諾仍會演出；愛爾蘭籍的史蒂文森被選來飾演格林。史蒂文森正在拍攝《奪天書》（2010年）時接到漢斯林的電話，他們安排在洛杉磯見面；史蒂文森被劇本吸引並立即與對方達成協議。為了研究角色，史蒂文森觀看格林的電視片段並閱讀了波雷洛的書。據史蒂文森所述，有「相當多」的研究材料可用。另一方面，關於格林的合夥人約翰·納迪訊息不多，飾演者唐諾佛利歐被導演允許他即興發揮。唐諾佛利歐表示，他與史蒂文森相處融洽，並稱讚了以前就認識的華肯和基墨。

### 拍攝
2009年5月19日，進入主要拍攝階段。電影七週內在密西根州底特律及周邊地區拍攝完成，而非克里夫蘭，部分原因是該市提供了克里夫蘭無法比擬的稅收抵免。根據密歇根州的電影辦公處2009年的報告，《殺死這個愛爾蘭人》獲得了大約300萬美元的補貼。密歇根州的電影回扣最多可支付製片方在該州拍攝期間產生費用的42%。俄亥俄州僅提供25%至35%的補貼，這意味著如果製片方在克里夫蘭花相同的金額拍攝，他們能獲得補貼僅50萬至125萬美元。另一方面，史蒂文森說他們想在克里夫蘭拍攝，但這座城市已「將自身打扮的標緻」、變了不少，而在他看來，底特律仍舊「蹣跚」。
拍攝過程中發生了兩起事件。首起，在製作過程中使用的一輛卡車被人射出了七個彈孔。第二起，演員和工作人員正在片場拍攝駕駛場面時，一名行人在超市外被擊傷頸部。救護車35至45分鐘後才到達，又等了差不多的時間警察才到。醫護人員拒絕在沒有警察護送的情況下將受害者送往醫院。據史蒂文森所述，此處已知是幫派地盤，想救受害者的醫護人員有可能遭敵對幫派成員開槍。
由於預算有限，片中所見的一些效果無法複製。史蒂文森說每個人「必須在重點」且任何失誤都無法以重拍來糾正。例如，製片方負擔不起將電影最後一幕（格林因汽車爆炸而喪生）拍攝兩次的費用。製作人員和演員必須檢查片場的一切。他還補充，時間緊迫下，每個人「都必須非常專注」。

## 音樂
《殺死這個愛爾蘭人》配樂的作曲家為派翠克·卡西迪，約翰·比塞爾（John Bissell）擔任音樂統籌，片中收錄多名音樂家演奏的26首曲目。電影未發行原聲帶，僅於2011年3月11日發售名為《殺死這個愛爾蘭人：飛蛾撲火》（Kill the Irishman: Moth Into the Flame，Automatics演唱）的單曲。
| 曲目列表 | 曲目列表                   | 曲目列表                |
| 曲序     | 曲目                       | 演唱／演奏者            |
| -------- | -------------------------- | ----------------------- |
| 1.       | 我會繼續愛你（I'm Gonna Keep On Loving You）           | 酷藍調（Kool Blues）              |
| 2.       | 瘋狂的小念頭（Crazy Little Notion）           | 兩個傢伙（The Two Guys）            |
| 3.       | 我想要的就是你（All I Want Is You）         | 勒羅伊·奧斯本（Leroy Osbourne）       |
| 4.       | 我喜歡你看我的方式（I Like the Way You Look at Me）     | 五角大樓（The Pentagons）            |
| 5.       | 對或錯，他都是我的寶貝（Wrong or Right He's My Baby） | 海倫·史密斯（Helene Smith）         |
| 6.       | 你怎麼樣（How About You）               | 史蒂文·朗（Steven Lang）           |
| 7.       | 見我喝馬丁尼（Meet Me for a Martini）           | 丹尼爾·梅（Daniel May）           |
| 8.       | 垃圾填埋場的稻田（Paddy on the Landfill）       | 愛爾蘭經驗（The Irish Experience）          |
| 9.       | 追求單簧管（Courting Clarinets）             | 史蒂芬·馬切耶夫斯基（Stefan Maciejewsk） |
| 10.      | 黃金之心（Heart of Gold）               | 諾曼·錢德勒（Norman Chandler）         |
| 11.      | 就是這樣（This Is It）               | 路易士·拉梅迪卡（Lewis Lamedica）     |
| 12.      | 趕快行動（Get in a Hurry）               | 尤金·布萊克內爾（Eugene Blacknell）     |
| 13.      | 你是個囚犯（You're a Prisoner）             | 死亡（）                |
| 14.      | 百老匯盛一靈（Broadway Shing-a-Ling）           | 靈魂融合者（Soul Blenders）          |
| 15.      | 達菲斑點狗日（Daffy Dotty Day）           | 粉碎湖（Lake Smash）              |
| 16.      | 我沒時間了（I'm Running Out of Time）             | 蓋瑞·麥可·艾倫（Gary Michael Allen）      |
| 17.      | 天空和三月（Cielo e Mar）             | 阿米爾凱爾·蓬基耶利（Amilcare Ponchielli） |
| 18.      | 在里維埃拉（Sulla Riviera）             | 布魯諾·貝托利（Bruno Bertoli）       |
| 19.      | 永恆之父（Eternal Father For）               | 麥可·漢金森（Michael Hankinson）         |
| 20.      | 你的笑臉（Your Smiling Face）               | 諾曼·錢德勒             |
| 21.      | 現在還不算太晚（It's Not Too Late）         | 克里斯多夫·布魯（Christopher Blue）     |
| 22.      | 開車，開車，開車（Drive Drive Drive）       | 帕特·庫西克（Pat Cusick）         |
| 23.      | 如同飛蛾撲火（Like a Moth into a Flame）           | 自動裝置（The Automatics）            |
| 24.      | 別擔心崔西（Don't Worry Tracy）             | 克里斯多夫·布魯         |
| 25.      | 邦尼波特莫爾               | 盜賊（）                |
| 26.      | 海港巷（Seaport Lane）                 | 雅典娜·特吉斯（Athena Tergis）       |

## 發行
《殺死這個愛爾蘭人》2011年3月11日在美國有限上映，由錨灣影業發行。3月8日，電影在紐約市的地標陽光影院（Landmark Sunshine Cinema）舉行首映禮，包含史蒂文森、華肯、唐諾佛利歐與史提夫·許瑞帕在內的主演、漢斯林以及尚多·伯恩斯的侄女均出席。2011年6月14日發行DVD和藍光，當中還包含了製片人湯米·李德製作的紀錄片《丹尼·格林：愛爾蘭人的興衰》。電影在影碟的銷售額達249萬美元。

## 反響

### 評價

部份影評人批評電影與《四海好傢伙》（1990年）太相似

《殺死這個愛爾蘭人》在影評間反響褒貶不一，多數批評缺乏新意，一些影評將其稱為《四海好傢伙》（1990年）的仿製品，但演員表現普遍受到肯定。評論匯總網站爛番茄根據53條評論，本片獲得62%的新鮮度，均分5.60／10；共識評論：「《殺死這個愛爾蘭人》可能不會為這飽和的類型帶來太多新意，但堅強演員陣容令人欽佩的努力這篇普遍的故事增添了額外的深度。」Metacritic網站上根據15條評論，本片獲得50分，屬「好壞參半的評價」。
《舊金山紀事報》的邁克·拉薩爾（Mike LaSalle）給予電影好評：「使電影特別且令人難忘的是丹尼·格林一角，並非電影裡常見的街頭地痞，而是那種深陷其中漸漸失去靈魂的人。」《哈芬登郵報》的馬歇爾·芬恩對其好壞參半，批評以「生硬的手法」跳過不同的事件，但對電影的結論是「骨頭上有很多肉的電影，雖然其中有些很硬或很黏。不花哨，但仍算好吃。」

《洛杉磯時報》的羅伯特·阿貝爾（Robert Abele）評論：「這部電影像是爆炸的餘波；將幫派電影的碎片拼起來就是《四海好傢伙》的典型仿冒品。」JoBlo.com的克里斯·班布雷（Chris Bumbray）從滿分10分中給了電影7分，認為品質差強人意；除了像《四海好傢伙》外，還批評愛爾蘭風格配樂過於多愁善感、女角色扁平，低預算阻礙了製作水準，但稱讚了長年事業低迷的方·基墨終於演出像話的角色。《影音俱樂部》的史考特·托比亞斯（Scott Tobias）也有類似的看法；很多「好電影」都「抄得很好」，所以《殺死這個愛爾蘭人》「最大的問題」並非抄襲《四海好傢伙》。關於兩者相似的議題，影評人戴夫·范·豪威林根（Dave Van Houwelingen）寫道：
有些電影可以當做是一種類型的標準承載者——電影人總是嘗試達到高標準線，但往往總是不夠格。對我來說，我認為馬丁·史柯西斯的《四海好傢伙》當屬那種黑幫類型的電影。在這部電影上映後的21年中，有那麼多電影人拼命努力複製《四海好傢伙》的成功，但很少人能夠掌握到史柯西斯最好電影中所表現出的魔力。21年來充斥著一些蒼白的仿製品，你能將強納森·漢斯林的《殺死這個愛爾蘭人》添加到這份名單上，它如此拼命地想要成為《四海好傢伙》但遠遠碰不上邊。
漢斯林的執導技巧受到批評。《影音俱樂部》的托比亞斯指出其執導「沒有貢獻太多樣板之外的東西」，並補充漢斯林講述了克里夫蘭幫派衰落的「寫實故事」，但「每個角色和場景都感覺像是從卡車上摔下來般」。《洛杉磯週刊》的尼克·平克頓（Nick Pinkerton）看法類似：「漢斯林在拍暴力戲時精神抖擻，整體氣氛顯得過時，一些氣場受到阻礙。」《娛樂週刊》的莉莎·舒瓦茲博表示贊同，認為該片的結構「相當古板」。
雖然結構方面受到不少批評，但電影的演出陣容普遍獲得讚賞。舒瓦茲博特別讚揚了唐諾佛利歐、基墨和華肯。《誠懇家日報》的克林·歐康納（Clint O'Connor）認為「該片最大的優勢在於它的演出陣容」。相反地，《好萊塢報導》的大衛·特魯尼（David Rooney）持不同的意見；表示「二線卡司」是將「潛在強勁」的電影變成「公式犯罪驚悚片」的原因。
與影評人相比，觀眾的評價則較佳，電影登上Netflix當週就排上觀看次數最多前十電影的第八名。2012年入圍第38屆土星獎最佳DVD或藍光發行。2020年，Screen Rant根據IMDb評選的「十年來最佳黑幫電影前十」排名中將《殺死這個愛爾蘭人》列於第八位。

### 票房
美國上映首日，《殺死這個愛爾蘭人》從五間戲院中收入4.2萬美元（每間平均8585美元）。第二天，票房收入增長了46%，五間戲院獲得6.2萬美元（每間平均1.2萬美元）；在每間戲院票房排名亞軍，表現尚可。然後到了第三天，票房表現下降了36%，在五間戲院中取得4萬美元的收入（每間平均8012美元）。表現下滑一直持續到第八天，影片的總票房猛增了373%，從21間戲院中收入3.6萬美元（每間平均1720美元）。電影下檔後，美國票房總結118萬美元；與1200萬美元的製作預算相比，電影被視為票房炸彈。外界將票房不佳的原因歸咎於好壞兩極分化的口碑和缺乏票房號召力的主演。

## 與史實的不同
《殺死這個愛爾蘭人》發生了幾處歷史錯誤。一位影評人稱該片的主要問題是它似乎「過於隨意為了易於理解的表達犧牲歷史的準確」。其中，電影將聖瑪拉基教區的名稱錯拼成。

### 尚多·伯恩斯之死
尚多·伯恩斯的死有兩處錯誤，歷史上他於1975年3月29日被謀殺，而片中則發生在3月8日。另一處是，他在片中死於格林佈置的汽車炸彈，史實上伯恩斯確實是被同手法殺死，但沒有證據表明格林與他的謀殺案有關。儘管外界普遍推測格林殺死了伯恩斯，但伯恩斯的謀殺案最終懸而未決:96。

### 奧特·史帕傑之死
在片中，格林發現他的朋友奧特·史帕傑（Art Sneperger）即將成為線人，因此他決定在汽車爆炸中殺死他。格林讓史帕傑在麥克·弗拉多（Mike Frato）的車子安裝炸彈期間，格林提前引爆了炸彈，藉此殺死了史帕傑。史實上，格林因史帕傑的死而受到警方的訊問，但從未被證明是他殺死了史帕傑。

## 外部連結
- 官方网站
- 互联网电影数据库（IMDb）上《殺死這個愛爾蘭人》的资料（英文）
- AllMovie上《殺死這個愛爾蘭人》的资料（英文）
- 豆瓣电影上《殺死這個愛爾蘭人》的資料 （简体中文）
- Box Office Mojo上《殺死這個愛爾蘭人》的資料（英文）
- 爛番茄上《殺死這個愛爾蘭人》的資料（英文）
- 開眼電影網上《殺死這個愛爾蘭人》的資料（繁體中文）